# Axel Wilhelm Knös
Axel Wilhelm Knös, född 27 november 1804 i Stockholm, 3 februari 1870 i Askersund, var en svensk borgmästare.
Knös tillträdde som borgmästare för Askersunds stad 1834, han efterträddes sedermera av Hugo Waldenström år 1870. Vidare var han riddare av kungliga Vasaorden.